# Lista över Tuvinska folkrepublikens regeringschefer
Tuvinska folkrepublikens regeringschef, officiellt Ministerrådets ordförande, var det ämbete som ledde regeringsarbetet i Tuvinska folkrepubliken. Den reella makten i landet skiftade över tid mellan statschefen, regeringschefen och partiledaren i det styrande Tuvinska revolutionära folkpartiet men särskilt under Donduuk Kuulars mandatperiod som ordförande i ministerrådet låg makten hos regeringschefen.

## Centralrådets ordförande
| Namn | Namn                       | Ämbetsperiod                       | Politisk tillhörighet              |
| ---- | -------------------------- | ---------------------------------- | ---------------------------------- |
|      | Sodnam Balchir Ambyn-noyon | 15 augusti 1921 - 28 februari 1922 | Tuvinska revolutionära folkpartiet |

## Ministerrådets ordförande
| Namn | Namn                     | Ämbetsperiod                          | Politisk tillhörighet              |
| ---- | ------------------------ | ------------------------------------- | ---------------------------------- |
|      | Lobsang-Osur             | 1 mars 1922 - 15 augusti 1922         | Tuvinska revolutionära folkpartiet |
|      | Idam-Syurun              | 15 augusti 1922 - 19 september 1923   | Tuvinska revolutionära folkpartiet |
|      | Mongush Buyan-Badyrgy    | 20 september 1923 - 18 september 1924 | Tuvinska revolutionära folkpartiet |
|      | Soyan Oruygu             | 18 september 1924 - 1925              | Tuvinska revolutionära folkpartiet |
|      | Donduk Kuular            | 1925 - januari 1929                   | Tuvinska revolutionära folkpartiet |
|      | Adyg-Tulush Khemchik-ool | januari 1929 – 6 november 1936        | Tuvinska revolutionära folkpartiet |
|      | Sat Churmit-Dazhi        | 6 november 1936 – februari 1938       | Tuvinska revolutionära folkpartiet |
|      | Bair Ondar               | 1938 – 1940                           | Tuvinska revolutionära folkpartiet |
|      | Saryg-Dongak Chymba      | 6 april 1940 - 11 oktober 1944        | Tuvinska revolutionära folkpartiet |